# André Hardy détective
Série Andy Hardy
André Hardy s'enflamme (1939) André Hardy va dans le monde (1940)
Pour plus de détails, voir Fiche technique et Distribution.
André Hardy détective (Judge Hardy and Son) est un film américain en noir et blanc réalisé par George B. Seitz, sorti en 1939.
Il s’agit du huitième des seize volets que compte la série de films mettant en scène le personnage d'Andy Hardy, interprété par Mickey Rooney.

## Synopsis
Le Juge Hardy a deux problèmes à résoudre : sauver un couple de personnes âgées de l'expulsion, et faire face à la maladie de sa femme.

## Fiche technique
- Titre en français : André Hardy détective
- Titre original : Judge Hardy and Son
- Réalisation : George B. Seitz
- Scénario : Aurania Rouverol, Carey Wilson
- Producteur : Lou L. Ostrow
- Société de production : Lou L. Ostrow
- Société de Distribution : Metro-Goldwyn-Mayer
- Photographie : Lester White
- Musique : David Snell
- Montage : Ben Lewis
- Format : noir et blanc - 1,37:1 - son : Mono (Western Electric Sound System)
- Genre : Comédie familiale
- Durée : 90 minutes
- Dates de sortie : 
  - États-Unis : 22 décembre 1939
  - France : 6 juin 1940

## Distribution
- Lewis Stone : le Juge Hardy
- Mickey Rooney : André Hardy (Andy Hardy en VO)
- Cecilia Parker : Marian Hardy
- Fay Holden : Mme Emily Hardy
- Ann Rutherford : Polly Benedict
- Sara Haden : tante Mildred 'Millie' Forrest
- June Preisser : Euphrasia 'Phrasie Daisy' Clark
- Maria Ouspenskaya : Mme Judith Volduzzi
- Henry Hull : Dr Jones
- Martha O'Driscoll : Leonora V. 'Elvie' Horton
- Margaret Early : Clarabelle V. Lee
- George Breakston : 'Beezy' Anderson
- Egon Brecher : M. Anton Volduzzi
- Marie Blake : Augusta McBride

## Source
- André Hardy détective sur EncycloCiné